# BINAC
Le BINAC (Binary Automatic Computer) a été un des premiers ordinateurs à tubes à vide. Il a été conçu pour la Northrop Corporation par la Eckert-Mauchly Computer Corporation en 1949. John Eckert and John William Mauchly, bien qu'ils aient commencé la conception de l'EDVAC à l'Université de Pennsylvanie, ont quitté l'université pour fonder la Eckert–Mauchly Computer Corporation (EMCC), la première compagnie d'ordinateurs. Le BINAC a été leur premier produit, le premier ordinateur à programme enregistré aux États-Unis et le premier ordinateur commercial au monde.

## Description
Le BINAC était composé de deux processeurs indépendants, chacun ayant une mémoire vive de 512 mots). La mémoire vive était une mémoire à ligne de délai.

## Référence
1. ↑  Nancy Stern, « The BINAC:A case study in the history of technology », Annals of the History of Computing, Arlington, VA, American Federation of Information Processing Societies, vol. 1, no 1,‎ juillet 1979, p. 9–20 (ISSN 1058-6180)

## Source
- (en) Cet article est partiellement ou en totalité issu de l’article de Wikipédia en anglais intitulé « BINAC » (voir la liste des auteurs).